# Atyria dichroa
Atyria dichroa är en fjärilsart som beskrevs av Perty 1833. Atyria dichroa ingår i släktet Atyria och familjen mätare. Inga underarter finns listade i Catalogue of Life.